# Yi I
Yi I (ur. 1536, zm. 1584), znany pod pseudonimem Yulgok (hangul 율곡, hancha 栗谷) – koreański filozof i uczony. Uważany za najwybitniejszego obok Yi Hwanga myśliciela konfucjańskiego tego kraju.
Urodził się w Gangneung we wschodniej Korei. Jego matką była ceniona artystka i poetka, Sin Saimdang, która zapewniła synowi staranne wykształcenie. W młodości studiował taoizm i buddyzm, po śmierci matki udał się nawet do klasztoru w Górach Diamentowych by zostać mnichem. W 1556 roku porzucił jednak buddyzm na rzecz neokonfucjanizmu. Po opuszczeniu klasztoru zdał egzaminy urzędnicze i rozpoczął karierę w administracji.
Yi I sprzeciwiał się dosłownej interpretacji tekstów klasycznych. Głosił monistyczną teorię stojącą w opozycji do poglądów Yi Hwanga. Rozróżnienie na zasadę i siłę materialną sprowadzał do różnicy terminologicznej. Jak dowodził, obydwie są ze sobą nierozerwalnie związane – zasada jest mocą umożliwiającą rzeczom ruch, zaś siła materialna porusza się za sprawą zasady. Zasada sama z siebie nie potrafi wytworzyć niczego, natomiast siła materialna stanowi narzędzie manifestowania się zasady. Różnice między nimi wynikają z faktu, iż zasada jest nieograniczona i wszechobecna, zaś siła materialna ograniczona i jednostronna. W zakresie moralności podkreślał znaczenie wewnętrznego samodoskonalenia i edukacji.